# Mokrzyca szczeciolistna

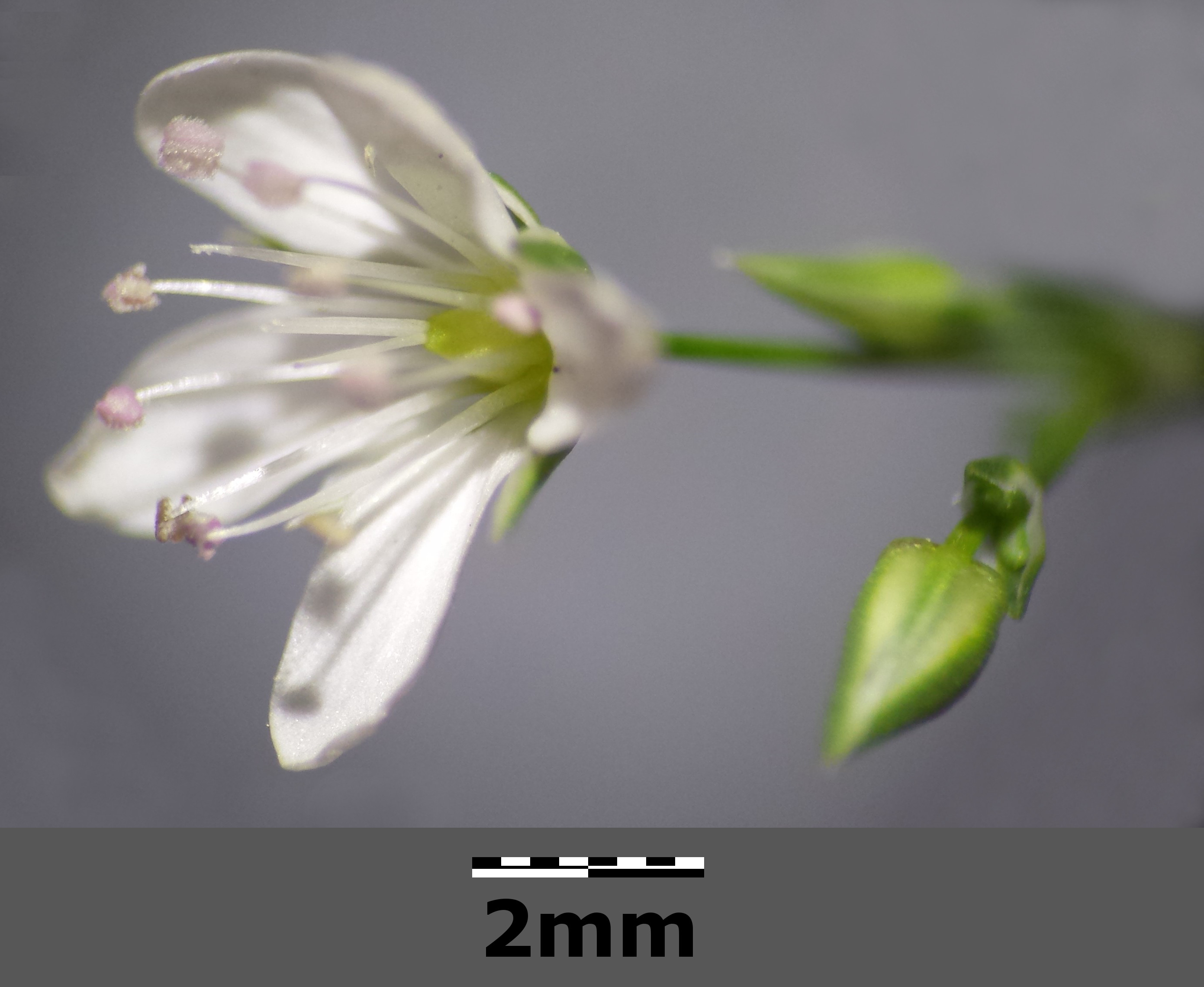

Mokrzyca szczeciolistna (Minuartia setacea (Thuill.) Hayek) – gatunek roślin z rodziny goździkowatych (Caryophyllaceae Juss.). Występuje tylko w południowej, środkowej i wschodniej Europie. W Polsce w 1981 r. potwierdzono jej występowanie tylko na jednym stanowisku w Pieninach Środkowych – w podszczytowych partiach Trzech Koron. Na dwóch dawniej podawanych z Pienin stanowiskach wyginęła.  

## Morfologia
PokrójDrobna roślina kępkowa do 20 cm wysokości.
LiścieSztywne, szczecinkowate, o szerokości ok. 0,2 mm.
KwiatyZebrane w wierzchotki. Płatki białe, dłuższe od działek.
OwocTorebka z licznymi, ciemnymi nasionami.

## Biologia i ekologia
- Bylina, chamefit. Roślina owadopylna, rozmnażająca się tylko generatywnie. Rośnie na płytkich glebach  na półkach skalnych, w murawach na podłożu wapiennym. Kwitnie w czerwcu i lipcu. Liczba chromosomów 2n=30[5].
- Gatunek zróżnicowany na dwa podgatunki:
  - Minuartia setacea subsp. setacea – rośnie w całym zasięgu gatunku
  - Minuartia setacea subsp. bannatica (Rchb.) Nyár. o zasięgu karpackim[5]

## Zagrożenia
Kategorie zagrożenia gatunku:
- Kategoria zagrożenia w Polsce według Czerwonej listy roślin i grzybów Polski (2006)[6]: R (rzadki); 2016: CR (krytycznie zagrożony)[7].
- Kategoria zagrożenia w Polsce według Polskiej Czerwonej Księgi Roślin[8]: CR (critical, krytycznie zagrożony).

Cała populacja mokrzycy szczeciolistnej w Pieninach liczy około tysiąca osobników i zajmuje powierzchnię kilkudziesięciu metrów kwadratowych. Powierzchnia ta ciągle zmniejsza się.  Stanowisko jest zagrożone z powodu ruchu turystycznego – znajduje się bowiem tuż przy ścieżce. Wskazane jest objęcie tego jedynego w Polsce stanowiska ochroną czynną.